# Sussaba bicarinata
Sussaba bicarinata är en stekelart som beskrevs av Cameron 1909. Sussaba bicarinata ingår i släktet Sussaba och familjen brokparasitsteklar. Inga underarter finns listade i Catalogue of Life.